# Vestens Pionerer
Vestens Pionerer (originaltitel The Way of a Man) er en amerikansk stumfilm fra 1924 instrueret af George B. Seitz.

## Medvirkende
- Allene Ray som Ellen Meriwether
- Harold Miller som John Cowles
- Bud Osborne som Gordon Orme
- Lillian Gale som Mandy McGovern
- Kathryn Appleton som Grace Sheraton
- Chet Ryan som Andy